# روزي اليازجي
روزي اليازجي هي ممثلة وممثلة صوت لبنانية .

## فيلموغرافيا

### أدوار الدبلجة
- أطلنطس: الإمبراطورية المفقودة - باكارد (النسخة العربية الفصحى)[2]
- حياة حشرة - الملكة (النسخة العربية الفصحى)[2]
- سيارات 2 - هولي (النسخة العربية الفصحى)[2]
- الطباخ الصغير - كوليت (النسخة العربية الفصحى)[3]
- عودة أطلنطس - باكارد (النسخة العربية الفصحى)[4]
- كوكب الكنز (النسخة العربية الفصحى)[5]
- كونغ فو شاولين - وويا[6]